# Both (familie)

Het wapenschild van de Both uit 1460

De familie Both is een Hongaarse aristocratenfamilie die vele bekende personen bevat of bevatte. Haar leden waren magnaten Magnificus en middeleeuwse baronnen van het Koninkrijk Hongarije vanaf de 13e eeuw.

## Geschiedenis
Uit de familie ontstonden verschillende takken:
- Both de Bothfalva (bodafalvai Both), die een afstamming zijn van Osl de genere Csorna, die zeven zonen had. De familie Osl was een van de clans van de zeven Magyarstammen, die de taak kregen om het hedendaagse comitaat Győr-Moson-Sopron te koloniseren. De oudste archieven van de familie Both gaan terug tot 1282.
  - Bot (Bod, Bud) de Kistarnóc, heer van Fesősebes, zoon van Gotthard (Lothard) van Csorna. Hij ontving in 1285 het kasteel van Kistarnóc en de bijhorende gronden van Koning Ladislaus IV van Hongarije en ontvieng Panatarnóca van Koning Karel I Robert van Hongarije, dat gebied werd later Budfalva (Ботфалва) in Oekraïne.
  - Péter Both Botfalvai († ca. 1417), Župan (supremus comes) van comitaat Ugocsa
  - Györgyi Both de Botfalvai († ca. 1451), Župan van comitaat Ung
- Both de Bajna
  - János Both de Bajna († 1493), was Ban van Kroatië in 1493.
  - András Both de Bajna († 1511), zijn broer, was verschillende keren Ban van Kroatië (In 1482; van 12 oktober 1504 - 1507; en van 1510 tot 13 september 1511).
  - János Both de Bajna († 1521), Vice-Ban van Kroatië, kapitein van Belgrado.
  - Bálint Both de Bajna, Župan van Arad in 1550.
  - Erzsébet Both de Bajna, echtgenote van Miklós Istvánffy (1558-1615) die historicus en Vice-Palatijn van Hongarije was.